# Káloz
Káloz är en ort (by) i provinsen Fejér i centrala Ungern. Orten har 2 233 invånare (2024), på en yta av 47,79 km². Den ligger cirka 27 kilometer söder om Székesfehérvár.